# پرسیاه
پرسیاه، روستایی از توابع بخش مرکزی شهرستان ایذه در استان خوزستان ایران است که تعدادی از مردمان تیر‌ه مدولی و بارونوند از طایفه‌ی گندلی در آنجا ساکن هستند.
همچنین بزرگترین منبع نفتی شهرستان ایذه در این روستا قرار دارد و به نام منبع نفتی‌ پرسیاه نام‌گذاریِ رسمی شده است.

## جمعیت
این روستا در دهستان مرغا قرار دارد و براساس سرشماری مرکز آمار ایران در سال ۱۳۸۵، جمعیت آن ۱۹۷ نفر (۳۶خانوار) بوده‌است.